# میهو ماتسوکا
میهو ماتسوکا (انگلیسی: Miho Matsuoka؛ زادهٔ ۱۱ ژوئیهٔ ۱۹۵۳) بازیکن بسکتبال اهل ژاپن بود.